# Stromventil
Stromventile werden in der Fluidtechnik (Hydraulik, Pneumatik) verwendet, um den Mengenstrom des verwendeten Fluids (Hydraulikflüssigkeit, Druckluft) zu regulieren. Andere Bezeichnungen sind Stromregler, Durchflussventil, Drosselventil, Regulierventil oder Mengenregelventil.
Ein Stromregelventil ist ein spezielles (selbstregelndes) Stromventil.

## Einfache Stromventile
Durch den erhöhten Durchflusswiderstand ändert sich der Volumenstrom in Abhängigkeit vom Druckgefälle, das am Ventil zur Verfügung steht. 
|  | Drosselventil | Als Drosselventil wird eine konstante Leitungsverengung bezeichnet, deren Durchmesser sehr viel kleiner ist als die Länge. Durchfluss und Druckabfall hängen von der Viskosität ab.                                      |
|  | Blendenventil | Ein Blendenventil hingegen verfügt über eine Leitungsverengung, deren Durchmesser sehr viel größer ist als die Länge. Der Durchfluss und der Druckabfall sind weitgehend unabhängig von der Viskosität. Siehe Messblende |

Einfache Stromventile können auch verstellbar ausgeführt werden, das wird in den oben gezeigten Symbolen jeweils durch einen zusätzlichen schräggestellten Pfeil kenntlich gemacht.

## Stromregelventil
Ein Stromregelventil oder Mengenregelventil ist im Gegensatz zum Drosselventil mit einer Druckkompensation ausgerüstet. Dadurch bleibt der eingestellte Volumenstrom auch bei Veränderung des am Ventil vorhandenen Druckgefälles unverändert. In Lüftungsanlagen wird es üblicherweise als Volumenstromregler oder Volumenstrom-Konstanthalter bezeichnet.
Weitere Variante des Stromregelventils sind der Differenzdruck-Volumenstromregler und das 2-Wege-Stromregelventil, bei dem beim Einschalten des Volumenstroms eine kurzzeitige, ungeregelte Erhöhung desselben auftritt, der Anfahrsprung.